# Steppeheidelibel
De steppeheidelibel (Sympetrum tibiale) is een echte libel uit de familie van de korenbouten (Libellulidae). De wetenschappelijke naam van de soort werd in 1897 als Diplax tibialis gepubliceerd door Friedrich Ris. De Nederlandstalige naam is ontleend aan Veldgids Libellen.